# Supermodelo, Mùa 1
Supermodelo 2006 là mùa đầu tiên của Supermodelo. Chương trình diễn ra trực tiếp mỗi tuần một lần, trong đó một cuộc bỏ phiếu công khai sẽ quyết định một trong hai thí sinh được đề cử sẽ bị loại khỏi cuộc thi và ban giám khảo sẽ đề cử một nhóm thí sinh mới để loại. Khoảng thời gian ở giữa được ghi lại trước và theo dõi sự tiến bộ của tất cả các cô gái khi họ nhận được bài học về các khía cạnh khác nhau của người mẫu, tham gia vào các buổi chụp ảnh và các thử thách liên quan đến thời trang.
Người chiến thắng trong cuộc thi là María José Gallego, 19 tuổi đến từ Jaén. Cô giành được: 1 hợp đồng người mẫu với Elite Model Management, 1 chiếc Lancia Ypsilon và trở thành đại diện tiếp theo của Tây Ban Nha trong cuộc thi Elite Model Look.

## Các thí sinh
(Tuổi tính từ ngày dự thi)
| Thí sinh            | Tuổi | Chiều cao              | Quê quán    | Bị loại ở | Hạng |
| ------------------- | ---- | ---------------------- | ----------- | --------- | ---- |
| Odilia Garcia       | 19   | 1,84 m (6 ft 1⁄2 in)   | Sabadell    | Tập 1     | 13   |
| Christel Castaño    | 20   | 1,73 m (5 ft 8 in)     | Barcelona   | Tập 2     | 12   |
| Cristina Palavra    | 19   | 1,70 m (5 ft 7 in)     | Seville     | Tập 3     | 11   |
| Yanira Catalá       | 22   | 1,77 m (5 ft 9+1⁄2 in) | Calp        | Tập 4     | 10   |
| Fina Rodrigo        | 18   | 1,78 m (5 ft 10 in)    | Llíria      | Tập 5     | 9    |
| Laura Beigveder     | 21   | 1,85 m (6 ft 1 in)     | Fuenlabrada | Tập 7     | 8    |
| Graciela Tallón     | 16   | 1,76 m (5 ft 9+1⁄2 in) | Perillo     | Tập 8     | 7    |
| Malena Costa        | 16   | 1,73 m (5 ft 8 in)     | Majorca     | Tập 9     | 6    |
| Elisabeth Kweku     | 19   | 1,74 m (5 ft 8+1⁄2 in) | Tenerife    | Tập 10    | 5    |
| Laura Negrete       | 17   | 1,76 m (5 ft 9+1⁄2 in) | Alicante    | Tập 12    | 4    |
| Maythe Prieto       | 17   | 1,78 m (5 ft 10 in)    | Madrid      | Tập 12    | 3    |
| Yasmín García-Avalo | 18   | 1,78 m (5 ft 10 in)    | Tenerife    | Tập 12    | 2    |
| María José Gallego  | 19   | 1,78 m (5 ft 10 in)    | Jaén        | Tập 12    | 1    |

## Thứ tự gọi tên
| 1  | Yanira    | Yanira    | Laura B.  | Elisabeth | Maythe    | María     | Maythe                    | María     | Elisabeth | Yasmín    | María     | María    |  |  |  |  |  |  |  |  |  |
| 2  | Odilia    | Malena    | Elisabeth | Fina      | María     | Maythe    | María                     | Yasmín    | Laura N.  | Elisabeth | Maythe    | Yasmín   |  |  |  |  |  |  |  |  |  |
| 3  | Laura B.  | Christel  | María     | Laura B.  | Laura B.  | Graciela  | Laura B.                  | Laura N.  | María     | María     | Laura N.  | Maythe   |  |  |  |  |  |  |  |  |  |
| 4  | Graciela  | Laura N   | Malena    | Malena    | Fina      | Laura N.  | Yasmín                    | Elisabeth | Maythe    | Maythe    | Yasmín    | Laura N. |  |  |  |  |  |  |  |  |  |
| 5  | María     | Yasmín    | Fina      | María     | Malena    | Laura B.  | Graciela                  | Graciela  | Yasmín    | Laura N.  | Elisabeth |          |  |  |  |  |  |  |  |  |  |
| 6  | Christel  | Graciela  | Yasmín    | Maythe    | Yasmín    | Yasmín    | Elisabeth Laura N. Malena | Maythe    | Malena    | Malena    |           |          |  |  |  |  |  |  |  |  |  |
| 7  | Elisabeth | Fina      | Graciela  | Yanira    | Laura N.  | Malena    | Elisabeth Laura N. Malena | Malena    | Graciela  |           |           |          |  |  |  |  |  |  |  |  |  |
| 8  | Yasmín    | Cristina  | Laura N.  | Yasmín    | Elisabeth | Elisabeth | Elisabeth Laura N. Malena | Laura B.  |           |           |           |          |  |  |  |  |  |  |  |  |  |
| 9  | Malena    | Laura B   | Cristina  | Laura N.  | Graciela  | Fina      |                           |           |           |           |           |          |  |  |  |  |  |  |  |  |  |
| 10 | Fina      | Elisabeth | Maythe    | Graciela  | Yanira    |           |                           |           |           |           |           |          |  |  |  |  |  |  |  |  |  |
| 11 | Cristina  | María     | Yanira    | Cristina  |           |           |                           |           |           |           |           |          |  |  |  |  |  |  |  |  |  |
| 12 | Laura N.  | Maythe    | Christel  |           |           |           |                           |           |           |           |           |          |  |  |  |  |  |  |  |  |  |
| 13 | Maythe    | Odilia    |           |           |           |           |                           |           |           |           |           |          |  |  |  |  |  |  |  |  |  |

     Thí sinh bị loại
     Thí sinh được miễn loại
     Thí sinh bị đề cử cho vòng loại trừ nhưng được ban giám khảo cứu
     Thí sinh bị đề cử cho vòng loại trừ và được khán giả cứu
     Thí sinh chiến thắng cuộc thi
- Trong tập 1, từ 20 cô gái đã được giảm xuống còn 13 thí sinh cuối cùng sẽ chuyển sang thi đấu chính, trước khi Mayte và Odilia bị đề cử vào vòng loại.
- Trong tập 7, tất cả ba cô gái đã được đề cử vào vòng loại đều được ban giám khảo cứu.
- Trong tập 12, kết quả cuối cùng chỉ dựa trên phiếu bình chọn của khán giả.

### Các thử thách
Trình diễn thời trang
- Tập 1: Trong trang phục của Victorio and Lucchino
- Tập 2: Trong đồ lót thập niên 1940 của Guillermina Baeza
- Tập 3: Trong váy dạ hội; Trong váy cưới của Rosa Clará
- Tập 4: Trong trang phục của Sita Murt
- Tập 5: Trong trang phục của Javier Larraínzar
- Tập 6: Trong đồ bơi và đồ lót của Andrés Sard
- Tập 7: Trong trang phục của Francis Montesinos
- Tập 8: Trong trang phục của Francis Montesinos
- Tập 9: Trong trang phục của Roberto Verino
- Tập 10: Trong trang phục của Miguel Palacio
- Tập 11: Carnaval
- Tập 12: Trong váy cưới của Victorio and Lucchino; Trong đồ lót của Andrés Sardá; Trong trang phục của Victorio and Lucchino

Buổi chụp hình
- Tập 1: Quần áo trượt tuyết trong khi chạy trên đai thể dục; Tạo dáng dưới nước
- Tập 2: Tạo dáng với rắn, nhện và bọ cạp
- Tập 3: Bộ sưu tập Thu-Đông của Custo
- Tập 4: Ảnh chân dung trắng đen với trang sức cho Breil
- Tập 5: Thể thao
- Tập 6: Tạo dáng dưới nước
- Tập 7: Trượt tuyết; Ảnh chân dung la hét
- Tập 8: Tạo dáng với ngựa
- Tập 9: Body painting; Đồ lót với người mẫu nam
- Tập 10: Siêu anh hùng trên không; Khỏa thân với giấy báo trong buồng điện thoại
- Tập 11: Tạo dáng với xe Lancia Ylipson